# Ugartsthal

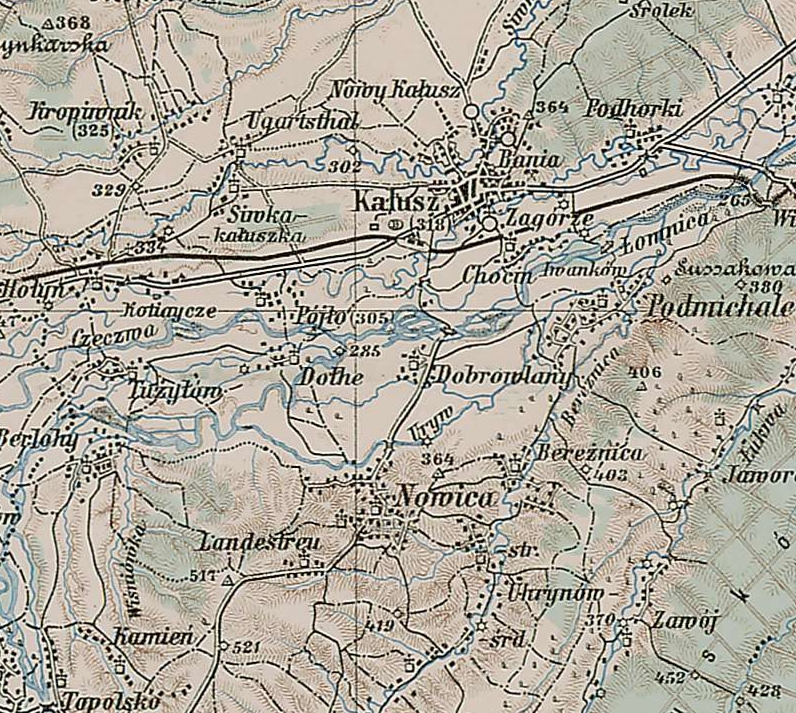
Rajon Kalusch 1889

Ugartsthal (polnisch seit 1939 Tespowo) ist der deutsche Name eines ehemaligen Dorfes im Rajon Kalusch in der West-Ukraine (Ost-Galizien). Es liegt in der Oblast Iwano-Frankiwsk und ist heute ein Ortsteil von Siwka-Kaluska (Сівка-Калуська).

## Geografie

### Geografische Lage
Ugartsthal liegt etwa 7 Kilometer im Westen der Rajonshauptstadt Kalusch, etwa einen Kilometer nördlich des Hauptortes Siwka-Kaluska. Im Norden liegen Werchnja (Верхня) und Mostyschtsche (Мостище), im Süden der Hauptort Siwka-Kaluska und im Westen Kropywnyk (Кропивник). Durch das Dorf fließt der Fluss Kropywnyk, nördlich fließt der Fornyliw (Форнилів), der in den Kropywnyk mündet.

### Nachbargemeinden
- Stanislau
- Landestreu
- Halytsch
- Roschnjatiw
- Wojnyliw

## Geschichte
Ugartsthal wurde 1782 in Galizien von deutschen Siedlern gegründet. Die Siedler kamen aus der Kurpfalz und dem angrenzenden Lothringen und Elsass.
Im Jahre 1880 gab es 62 Häuser mit 423 Einwohnern in der Gemeinde (14 Polen, 43 Ukrainer und 366 Deutsche), davon 43 griechisch-katholisch, 3 römisch-katholisch, 365 Protestanten und 12 Juden. Eine evangelische Gemeinde gibt es seit 1784, die Kirche datiert von 1788. Zur damaligen Gemeinde gehören 3320 Gläubige.
Niederlassungen: Landestreu, Nowica und Petranka. Im Dorf gab es eine Religionsschule und eine Gemeindedarlehengesellschaft (Einkommen-Kassierer) mit Kapital 535 złr.
Der Name „Ugartsthal“ des Dorfs, und andere ähnliche Orte (z. B. Ugartsberg) gehen auf den Namen des zeitgenössischen österreichischen Gouverneurs von Mähren, Alois Graf von und zu Ugarte, zurück.
Der Name von Ugartsthal wurde durch polnische Verwaltung 1939 zu Tespowo geändert, der Name leitet sich vom Namen der Firma TESP (Towarzystwo Eksploatacji Soli Potasowej), die hier in der Nähe Salzminen betrieb, ab. Das Dorf von Landestreu änderte gleichzeitig den Namen zu Mazurówka. Das Register von Bredetzki in Ugartsthal verzeichnet 63 Familien (327 „Seelen“ - Personen). Das Pastorat umfasste die Orte: Ugartsthal, Landestreu, Kałusz, Neu-Dolina, Engelsberg, Horocholina, Wełdzirz, Stanisławów, Bohorodczany, Grabowiec, Sołotwina, Nowica, Petranka, Krasna.